# Maksymilian III Habsburg
Maksymilian III Habsburg, zwany der Deutschmeister (ur. 12 października 1558 w Wiener Neustadt, zm. 2 listopada 1618 w Wiedniu) – arcyksiążę, wielki i niemiecki mistrz zakonu krzyżackiego w latach 1590–1618, regent Styrii w latach 1593–1595, regent Tyrolu w latach 1612–1618
Pochodził z austriackiej linii dynastii Habsburgów. Był piątym synem cesarza Maksymiliana II Habsburga i Marii Hiszpańskiej, bratem cesarzy Rudolfa II Habsburga i Macieja Habsburga.

## Życiorys

### Młodość
Dzieciństwo i młodość Maksymilian III Habsburg spędził na dworze cesarskim w Wiedniu. Przygotowywany był do stanu duchownego i objęcia w przyszłości biskupstw: Münster, Bamberg i Salzbach. W latach osiemdziesiątych XVI wieku dzięki zabiegom ojca został jednak ostatecznie wyznaczony na przyszłego zwierzchnika Zakonu Szpitala Najświętszej Marii Panny Domu Niemieckiego w Jerozolimie. W 1585 roku został przyjęty do zgromadzenia i wyznaczony koadiutorem Henryka von Bobenhausena.

### Koadiutor wielkiego mistrza zakonu krzyżackiego
Po objęciu funkcji koadiutora wielkiego mistrza zakonu krzyżackiego Maksymilian III Habsburg stał się faktycznym zwierzchnikiem tego zgromadzenia. Ignorował fakt, że żyje jeszcze wiekowy Henryk von Bobenhausen. Odsunął go od spraw administracyjnych i zesłał do prowincjonalnego konwentu w Alzacji. Szybko też nie licząc się z prawem zakonnym zaczął używać insygniów wielkiego mistrza i w oficjalnej tytulaturze nazywać siebie wielkim mistrzem.

### Pretendent do tronu polskiego

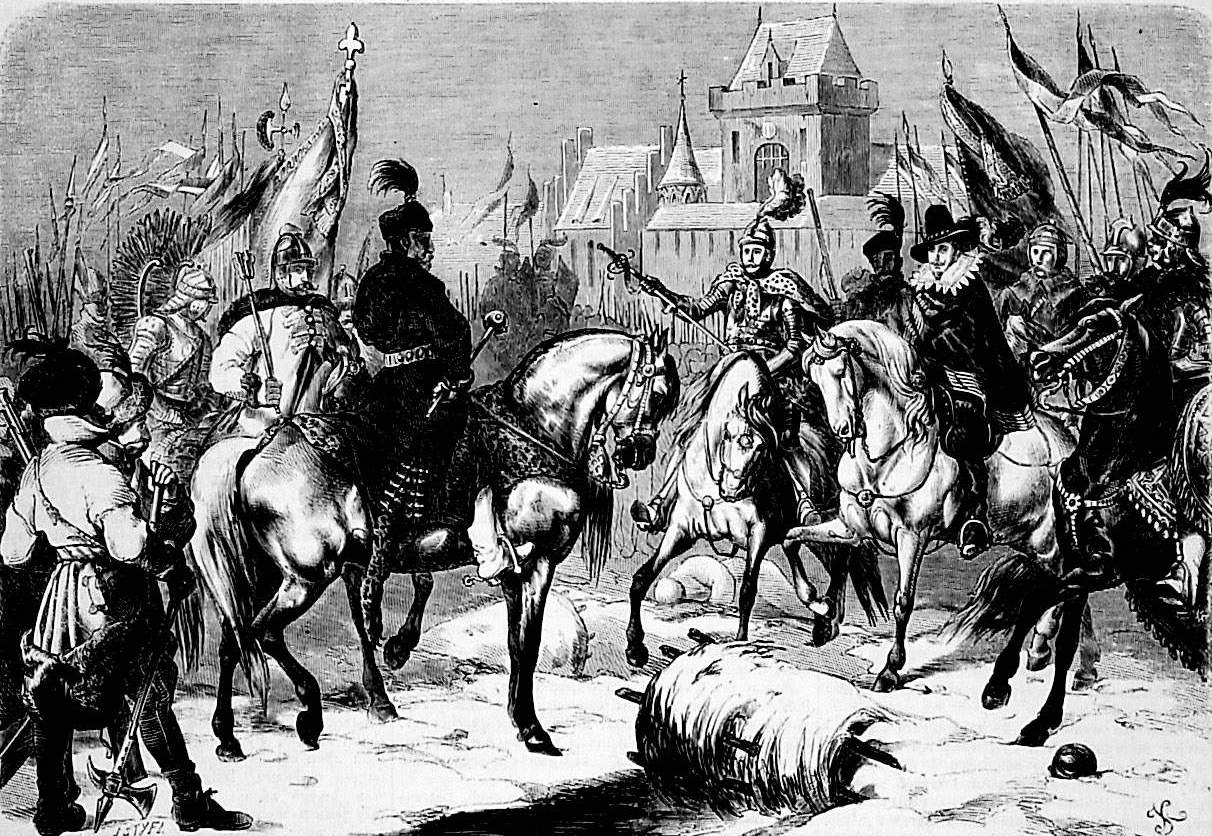
Kapitulacja Maksymiliana Habsburga pod Byczyną

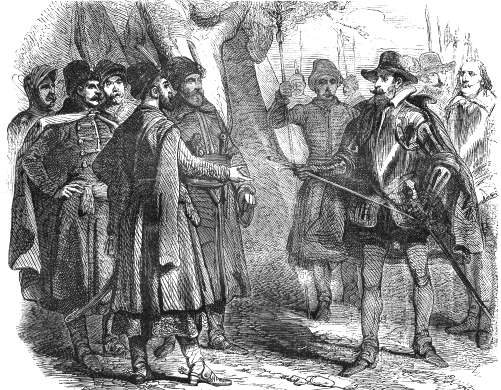
Jan Zamoyski bierze do niewoli arcyksięcia Maksymiliana Habsburga

W 1586 roku po śmierci Stefana Batorego Maksymilian III został jednym z czterech kandydatów dynastii habsburskiej do tronu polskiego. Podczas wolnej elekcji na polu elekcyjnym w Woli w sierpniu 1587 roku arcyksiążę Maksymilian stał się głównym rywalem królewicza szwedzkiego Zygmunta Wazy. Popierały go: szlachta litewska, większość biskupów oraz wpływowy ród małopolski Zborowskich.
19 sierpnia 1587 prymas Polski Stanisław Karnkowski ogłosił królem Polski Zygmunta Wazę. Decyzja ta nie spotkała się jednak z aprobatą obozu prohabsburskiego przewodzonego przez braci Andrzeja, Jana i Krzysztofa Zborowskich, który po zakończeniu zgromadzenia szlacheckiego pozostał na polu elekcyjnym. 22 sierpnia 1587 stronnik obradujących pod Warszawą opozycjonistów biskup kijowski Jakub Woroniecki ogłosił wybór Maksymiliana Habsburga na króla polskiego.
Przebywający w tym czasie w Wiedniu, a informowany o wydarzeniach w Rzeczypospolitej arcyksiążę Maksymilian natychmiast przystąpił do działania. 27 września 1587 roku w katedrze w Ołomuńcu zaprzysiągł pacta conventa i ruszył przez Górny Śląsk do Małopolski. 5 października 1587 roku przybył do Bytomia i stamtąd z oddziałem wojsk przekroczył granicę Królestwa Polskiego. 21 października 1587 roku zatrzymał się w Mogile skąd zamierzał wjechać triumfalnie do Krakowa. Na jego drodze stanął jednak ze swoją armią stronnik Zygmunta Wazy i polityczny przeciwnik Zborowskich, hetman wielki koronny Jan Zamoyski. Maksymilian Habsburg próbował wraz ze swoimi oddziałami zdobyć stolicę Polski jednak 24 listopada 1587 roku z powodu zbyt skromnych sił został spod jej murów odparty i zmuszony do wycofania się na Górny Śląsk. Podczas odwrotu wojska arcyksiążęce złupiły wiele wsi i jeszcze do końca grudnia 1587 roku operowały wzdłuż granicy oraz w okolicach Wielunia.
Po koronacji Zygmunta III Wazy Jan Zamoyski postanowił rozprawić się z wojskami arcyksiążęcymi i zmusić przebywającego na Górnym Śląsku Maksymiliana III Habsburga do zrzeczenia się praw do korony polskiej. Hetman przygotował plan wojenny i na początku 1588 roku sprowokował arcyksięcia do decydującej potyczki zbrojnej.
Do starcia dwóch wodzów doszło 24 stycznia 1588 roku pod Byczyną. Bitwa zakończyła się klęską Habsburga. Maksymilian znalazł się w niewoli Jana Zamoyskiego. Hetman obszedł się z jeńcem łagodnie. Najpierw zaprosił go do swojej kwatery, a później zabrał do Zamościa, gdzie Maksymilian został ojcem chrzestnym córki Zamoyskiego i Gryzeldy Batorówny. Później arcyksiążę zaczął jednak sprawiać kłopoty. Gdy wykryto próbę jego ucieczki Zamoyski zdecydował się uwięzić arcyksięcia i umieścił go na zamku w Krasnymstawie. Na mocy układu bytomsko-będzińskiego podpisanego 10 marca 1589 roku Maksymilian Habsburg odzyskał wolność i w lipcu tego samego roku opuścił Rzeczpospolitą.
Pomimo obietnic stawianych w warunkach uwolnienia nie zrzekł się tytułu króla polskiego i używał go do 1598 roku.

### Wielki mistrz zakonu krzyżackiego
Po opuszczeniu Królestwa Polskiego wyjechał do Czech. Następnie zajął się sprawami ustrojowymi zakonu krzyżackiego. W 1590 roku zawarł kompromis z Henrykiem von Bobenhausenem i objął oficjalnie urząd wielkiego mistrza. W 1593 roku został wyznaczony przez cesarza regentem Styrii. Od tej pory brał udział w działaniach wojennych na terenie Bałkanów przeciwko Imperium Osmańskiemu. Początkowo był podkomendnym Macieja Habsburga, później osobiście dowodził cesarską armią na Węgrzech i w Chorwacji. Nie odniósł żadnych znaczących zwycięstw i po sześciu latach kampanii wojennych powrócił do Niemiec. Osiadł w Mergentheim, gdzie rezydował do 1602 roku.
W 1599 roku powrócił do spraw zakonnych i przygotował reformę zgromadzenia krzyżackiego, która miała miejsce w 1606 roku. Utworzył w Mergentheim seminarium duchowne dla księży krzyżackich, równocześnie zlikwidował gałąź żeńską zgromadzenia oraz instytucje półbraci i familiarzy Zakonu.
W 1612 roku objął regencję w Tyrolu i zamieszkał w Innsbrucku. Odniósł tam sukces jako zdolny i zaradny administrator dzięki oszczędności i rozsądnej polityce fiskalnej.
Od początku XVII wieku zaangażował się w sprawy polityki wewnętrznej państwa Habsburgów. Opowiadał się za kompromisem pomiędzy katolikami i protestantami. W 1617 i 1618 roku doprowadził do wyboru Ferdynanda II Habsburga na króla Czech i Węgier. W 1618 roku przyczynił się do aresztowania kardynała Melchiora Khlesla, odpowiedzialnego za politykę zagraniczną państwa Habsburgów.
W 1612 roku wyznaczył swoim koadiutorem Jana Eustachego von Westernacha. W 1616 roku funkcję tę powierzył biskupowi Karolowi Habsburgowi.

## Dodatkowe informacje

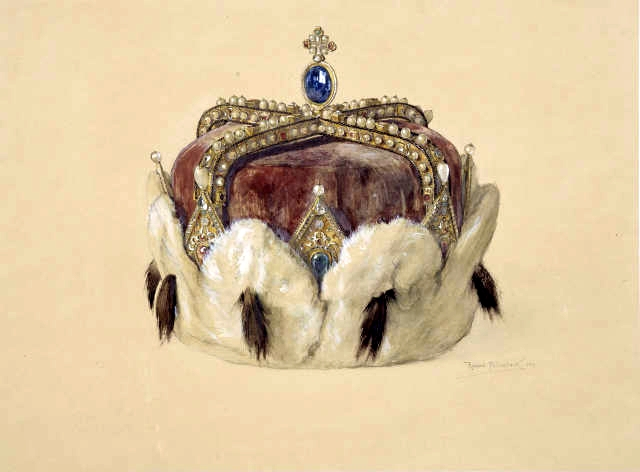
Korona arcyksiążęca Maksymiliana III Habsburga

- W 1587 roku Maksymilian III Habsburg został obdarowany przez papieża Sykstusa V mieczem poświęcanym. Była to oznaka sympatii jaką biskup Rzymu darzył Habsburgów starających się o tron polski po śmierci Stefana Batorego.
- W opactwie Klosterneuburg w Dolnej Austrii przechowywana jest korona arcyksiążęca Maksymiliana III Habsburga, która trafiła do miejscowego skarbca klasztornego kanoników regularnych w 1616 roku. Od XVII do XIX wieku insygnium to było wykorzystywane jako korona homagialna władców austriackich.